# Coelomera maculicollis
Coelomera maculicollis is een keversoort uit de familie bladkevers (Chrysomelidae). De wetenschappelijke naam van de soort werd in 1865 gepubliceerd door Clark.